# Heres (Gozón)
Heres (en asturiano y oficialmente: Eres) es una parroquia del concejo asturiano de Gozón, en España.

## Geografía
Heres, se encuentra situado en el concejo de Gozón, a 3 km de la capital, Luanco. Comprende los barrios de Cabañas, Gelaz, Villanueva y Heres. 
Ocupa un total de 4,16 km², un 3,40% de los 81,72 km² del concejo, cuenta con una población de 218 habitantes, tiene un total de 106 viviendas. La densidad de hab/km² es de 68,2 personas.
El concejo de Gozón se encuadra dentro de la Comarca 3: Avilés, y pertenece al Partido Judicial de Avilés. La cota más alta dentro del concejo la establece Tabladas, 133 metros y la mínima el Nivel del mar. 
Barrios
- Cabañas (Nombre oficial y asturiano, La Cabaña)
- Gelaz (Nombre oficial y asturiano, Xelaz)
- Villanueva
- Heres  (Nombre oficial y asturiano, Eres)

## Fiestas
- 23 de abril, San Xurde
- 15 de mayo, San Isidro Labrador
- Agosto (segunda semana), Fiestas Sacramentales